# Chahār Gāv
Chahār Gāv (persiska: چهار گاو, Chahār Gāveh) är en ort i Iran.   Den ligger i provinsen Khuzestan, i den centrala delen av landet, 500 km sydväst om huvudstaden Teheran. Chahār Gāv ligger 37 meter över havet och antalet invånare är 310.
Terrängen runt Chahār Gāv är platt åt sydväst, men åt nordost är den kuperad.Runt Chahār Gāv är det ganska tätbefolkat, med 80 invånare per kvadratkilometer. Närmaste större samhälle är Shūshtar, 16,9 km nordväst om Chahār Gāv. Trakten runt Chahār Gāv är ofruktbar med lite eller ingen växtlighet.